# Maria Landini
Maria Landini (auch: Maria de Chateauneuf-Landini oder Maria Landini-Conti; * 1667–1668 oder 1670; † 22. Juni 1722) war eine italienische Opernsängerin (Sopran) des Barock, die in Italien, Hannover und Wien wirkte.

## Leben

### Jugend in Rom

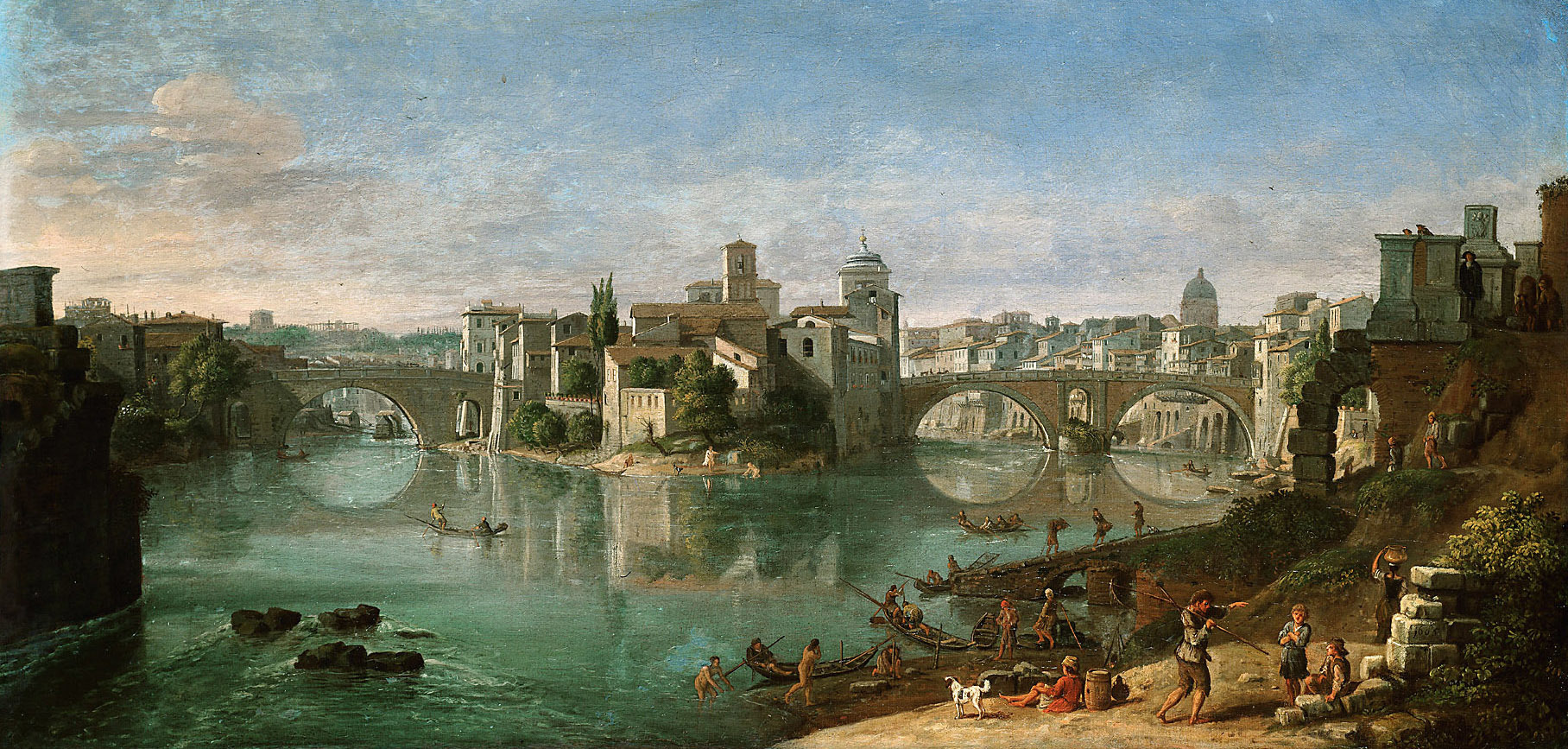
Gaspar van Wittel: Blick auf den Tiber in Rom, 1685 (KHM Wien)

Über ihre Herkunft herrscht eine gewisse Unklarheit, es heißt, sie sei 1667 oder 1668 in Hamburg geboren, eine andere Quelle spricht von 1670 als Geburtsjahr.  Ihre Mutter Francesca Portuì, genannt „Fanchon“, war eine Kammerzofe der Königin Christine von Schweden, die sie in Paris kennengelernt und mit einem Hauptmann ihrer Leibgarde, Francesco Landini aus Pesaro, verheiratet hatte. Ein anonymer Autor einer Historia degli intrighi galanti behauptete jedoch, Marias eigentlicher Vater sei Orazio Del Monte gewesen, ein Adliger, der in direkter Nachbarschaft zum Palazzo Riario (heute Palazzo Corsini), der römischen Residenz der Christine von Schweden, wohnte.
Maria wurde in ihrer Jugend mit dem Kosenamen „Mariuccia“ genannt, und wuchs am römischen Hof der Christine von Schweden als deren Schützling auf. Sie wohnte im Palazzo Riario und erhielt dort eine musikalische und gesangliche Ausbildung, wie auch einige andere Sängerinnen, zu denen die schöne Angela Maddalena Voglia genannt „Giorgina“ gehörte, mit der die Landini oft zusammen bei musikalischen Veranstaltungen der Königin auftrat. Die beiden sangen beispielsweise im Juli 1687 und im Juli 1688 in Christines Residenz in festlichen Serenatas vor großem Publikum. Hierbei wurde die Landini mit dem Titel „virtuosa di Sua Maestà“ bezeichnet. Auch für den 2. September 1688 ist ein gemeinsamer Auftritt von „Mariuccia“ und Giorgina bei der Königin nachgewiesen. Nach einer weiteren Serenata am Abend des 20. September 1688 im Jasmingarten von Marias angeblichem leiblichem Vater Orazio Del Monte, starb dieser an einem Schlaganfall.

### Karriere in Deutschland und Italien
Nach Christines Tod im Jahr 1689 ging Maria Landini nach Deutschland und war ab spätestens Mitte 1691 in Hannover. Im besagten Jahr wurde sie gemeinsam mit den Kastraten Clementino (Clemens Hader) und „Nicolino“ (vermutlich Nicola Paris) an den Hof von Celle ausgeliehen. Sie blieb in Hannover bis etwa 1696 und gehörte im Karneval 1693, am 3. und 6. Februar, zum Ensemble von Agostino Steffanis La libertà contenta, wieder zusammen mit Clementino, „Nicolino“ und dem Tenor Antonio Borosini.  In Hannover heiratete sie auch 1695 den Schauspieler „Chateauneuf“ (manchmal auch als Graf Castelnuovo oder als Mallo di Castelnovo bezeichnet). Daher nannte sie sich in der Folge oft „Maria di Chateauneuf Landini“ oder „Maria Landini di Castelnovo“.

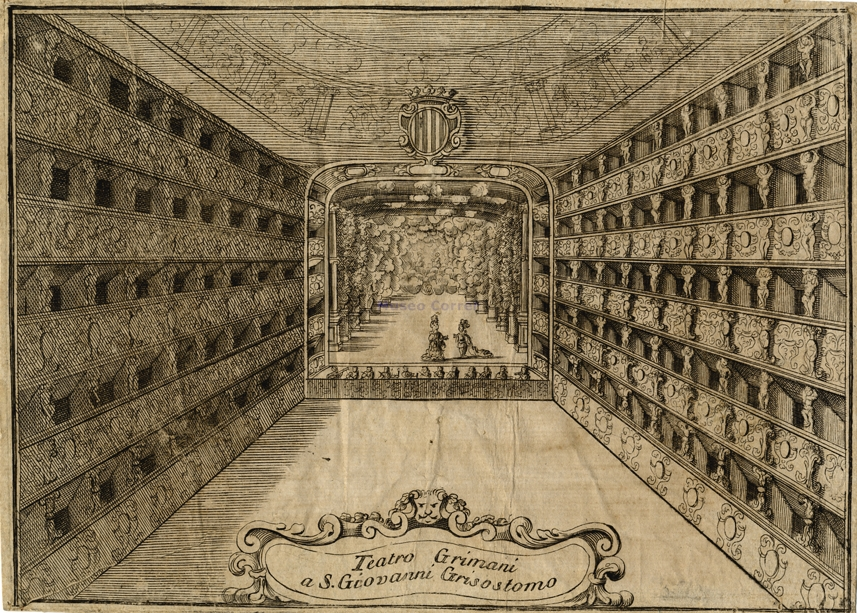
Das Teatro San Giovanni Grisostomo in Venedig

Ende der 1690er Jahre war sie zurück in Italien, wo sie in die Dienste des Herzogs von Mantua, Ferdinando Carlo von Gonzaga-Nevers, eintrat und 1698 (in Mantua) unter anderem in Giovanni Bononcinis Erfolgsoper Il trionfo di Camilla auftrat, zusammen mit Nicola Tricarico und Anna Maria Lisi. Im Karneval 1699–1700 ist sie zum ersten Mal auch in Venedig nachgewiesen, wo sie am Teatro San Salvatore als Primadonna in den Uraufführungen von Marc’Antonio Zianis Opern Il duello d’Amore e di Vendetta (UA: 27. Dezember 1699) und La pace generosa (UA: 10. Februar 1700) mitwirkt, beide Male neben Nicolino (Nicola Grimaldi) als primo uomo.
In den folgenden Jahren bis 1711 trat sie außer in Mantua und Venedig auch an anderen Theatern Oberitaliens auf. 1701 war sie in Genua die Valeria in Bononcinis Muzio Scevola neben Nicola Paris, und 1703 in Casale Monferrato sang sie neben dem berühmten Kastraten Cortona (Domenico Cecchi) und Diamante Maria Scarabelli in Gli equivoci del sembiante von Antonio Caldara. Caldara setzte sie auch 1709 in Bologna in seinem L' inimico generoso als Primadonna ein, in einer Starproduktion mit Senesino, der Scarabelli und dem Bass Giuseppe Maria Boschi.
Im Jahr 1710 sang Maria Landini zum ersten Mal am Kaiserhof in Wien, in den Oratorien Sant’Alessio von Camilla de Rossi und La sapienza umana von Ziani, sowie in den Opern Muzio Scevola von Giovanni Bononcini und La decima fatica d’Ercole von Johann Joseph Fux.
1711 war sie noch einmal in Venedig am Teatro San Cassiano, wo sie im Karneval 1712 die Titelpartie in der Uraufführung von Francesco Gasparinis Merope sang.
Schon vor ihrem Opernauftritt hörte sie der venezianische Adlige und Komponist Benedetto Marcello – und später Autor einer berühmten Satire über die Oper – und hinterließ in einem Brief vom Oktober 1711 eine Beschreibung von Maria Landini, wo er sie zum Teil mit der ebenfalls berühmten Santa Stella verglich:

„Ich habe die Landini gehört, die wahrlich nicht mehr sehr jung ist, aber man kann auch nicht sagen, dass sie besonders alt wäre, zumal sie sehr gut aussieht und sehr anmutig ist. Sie singt unvergleichlich (nach meinem schwachen Urteil), mit mehr Kraft (virtù) als die Santa und mit noch raffinierterem Geschmack. Ihre Stimme ist besser, weil sie nicht beim Singen ermüdet; bezüglich der Action heißt es überall, dass sie ganz besonders und vielleicht einmalig sei, wenn ihr ein Part gefällt, – wie man sagt, sei das der Fall bei dieser Rolle, mit sie sehr zufrieden ist. Daher hoffe ich, dass sie die Mängel der Santa völlig ausgleicht.“

### Primadonna in Wien

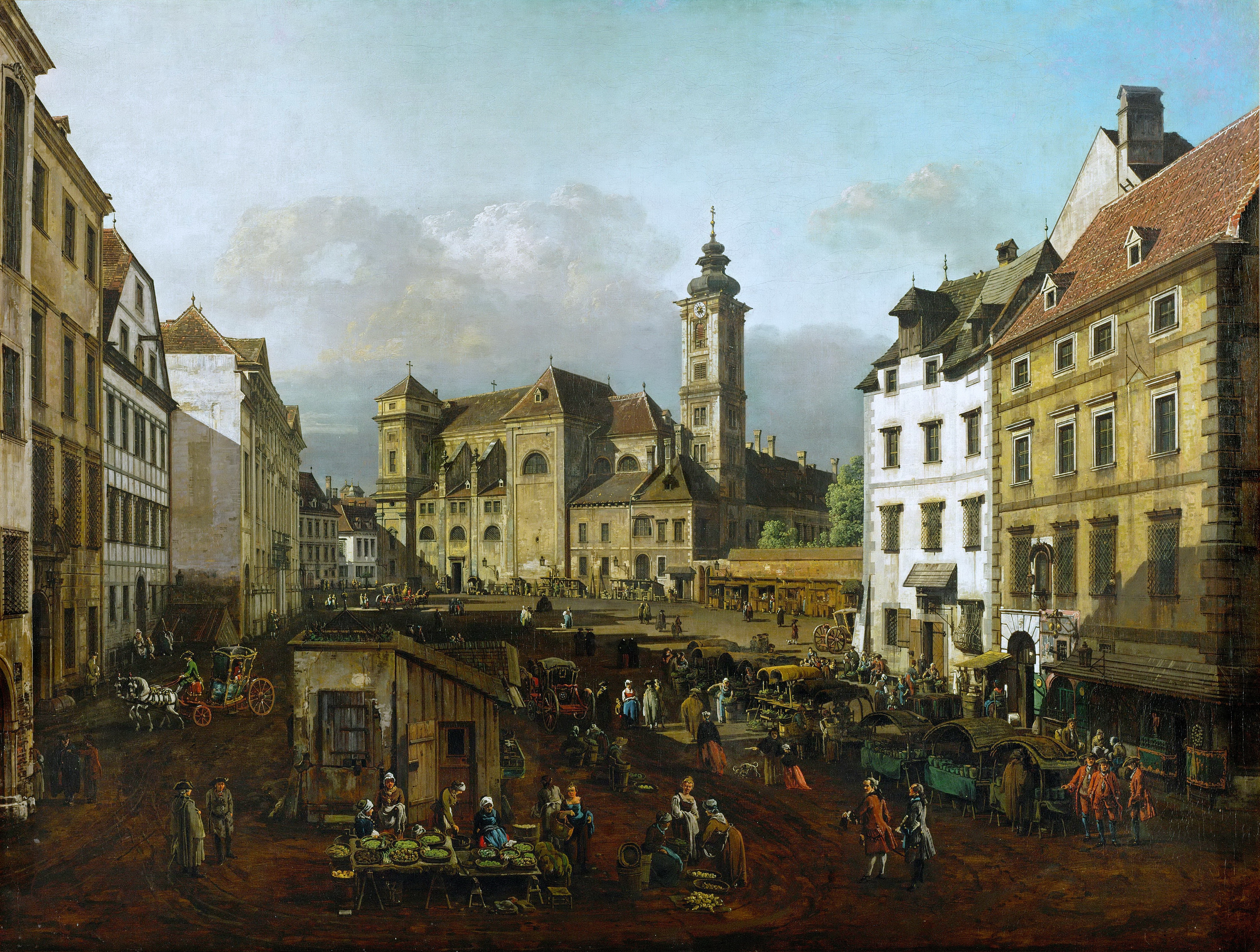
Bernardo Bellotto: Schottenkirche und Freyung in Wien (KHM, Wien)

Von Januar 1713 bis zu ihrem Tod 1722 wurde Maria Landini offiziell Mitglied der kaiserlichen Hofkapelle in Wien unter Karl VI. und bezog dabei ein enormes Gehalt von 4000 Florin, mehr als jeder andere Wiener Musiker zu dieser Zeit.  Nach dem Tode ihres ersten Mannes im Oktober 1714 heiratete sie in der Wiener Schottenkirche den Hofkomponisten Francesco Conti, der ebenfalls verwitwet war – seine erste Frau Teresia Kugler war eine Tochter der Primadonna Giulia Masotti und auch Sängerin am Kaiserhof gewesen.
In den nächsten Jahren sang die Landini oftmals unter dem Namen „la Conti“ oder „La Contini“ Hauptrollen in zahlreichen Werken ihres Mannes und anderer Komponisten des Wiener Hofes, unter anderem in Opern von Johann Joseph Fux: Dafne in lauro (1714), Orfeo ed Euridice (1715), Angelica, vincitrice d’Alcina (1716) und Diana placata (1717);  außerdem in Antonio Caldaras Opern Il Maggior Grande (1716), Cajo Marzio Coriolano und La Verità nell’Inganno (1717), Ifigenia in Aulide (1718) sowie Apollo in Cielo (1720).
1719 trat sie unter anderem in Francesco Gasparinis Don Chisciotte in Sierra Morena auf, und verkörperte die Rolle der Venus (Venere) in Contis Elisa.
Ihre letzten Auftritte auf der Opernbühne hatte die Landini 1721 in Contis Alessandro in Sidone. Danach wurde sie schwer krank und machte ihr Testament. Im Mai 1722 plante sie zusammen mit ihrem Mann noch eine Reise nach Padua. Sie verstarb jedoch schon im Juni 1722.
Maria Landini hatte aus ihren beiden Ehen drei Kinder: Caterina, Francesca und Ferdinando.
Nach ihrem Tode ging Francesco Conti eine dritte Ehe mit der nächsten Wiener Primadonna Maria Anna Lorenzoni ein.

## Einzelanmerkungen
1. ↑  auch: Mariuccia, La Landina, Landini di Chateauneuf, Landini di Castelnuovo, Landini-Conti, Landini-Contini, La Conti, La Contini, die Continin. Siehe: Dagmar Glüxam, Christian Fastl: Landini-Contini (Landini-Conti, La Conti, La Contini, La Landina, di Chateauneuf, detta Landini, di Castelnuovo), Maria. In: Oesterreichisches Musiklexikon [online]; abgerufen am 2. Januar 2020). Auch Anna Zilli: Christina of Sweden queen of music in Rome and the women singers at her service. In: Il Ganassi, Anno 17, no. 14, S. 2–3; Fondazione Italiana per la Musica Antica (italienisch). Siehe auch:  Maria Landini dite Contini (aussi [Landini-Conti] [La Landina] [Continin] [Maria Chateauneuf] [Landini, di Castelnuovo]). Quell’Usignolo; Kurzbiografie (französisch); abgerufen am 2. Januar 2020.
2. 1 2 3 4 5  Anna Zilli: Christina of Sweden queen of music in Rome and the women singers at her service. In: Il Ganassi, Anno 17, no. 14, S. 2; Fondazione Italiana per la Musica Antica (italienisch).
3. 1 2 3 4  Colin Timms: Polymath of the Baroque: Agostino Steffani and His Music. Peyton and Barber, Oxford University Press, 2003, S. 61; books.google.co.uk
4. ↑  Der französische Spitzname (normalerweise für Françoise) und der etwas merkwürdige Nachname mit der betonten letzten Silbe, sowie die Pariser Aufenthalt der Mutter, könnten darauf hindeuten, dass diese in Wirklichkeit Französin war.
5. ↑  „Geschichte der galanten Intrigen“
6. 1 2 3 4 5 6 7 8  Anna Zilli: Christina of Sweden queen of music in Rome and the women singers at her service. In: Il Ganassi, Anno 17, no. 14, S. 3; Fondazione Italiana per la Musica Antica (italienisch).
7. 1 2  Marko Deisinger: Musikbezogene Quellen aus der Korrespondenz zwischen Rom und dem Wiener Kaiserhof. In:  Musicologica Brunensia, 2018, 53 (3), S. 26–27, Universität Wien, und Anhang: 17. Korrespondenz 66 (Rom 10. Juli 1688)
8. ↑  „Virtuosin ihrer Majestät“
9. ↑  Colin Timms: Polymath of the Baroque: Agostino Steffani and His Music. Peyton and Barber, Oxford University Press, 2003, online, S. 59–61
10. 1 2 3 4 5 6 7 8 9 10 11  Dagmar Glüxam, Christian Fastl: Landini-Contini (Landini-Conti, La Conti, La Contini, La Landina, di Chateauneuf, detta Landini, di Castelnuovo), Maria. In: Oesterreichisches Musiklexikon; abgerufen am 2. Januar 2020
11. 1 2  Hermine Weigel Williams: The years 1713–1722 (3. Kapitel). In: Francesco Bartolomeo Conti: His Life and Music, Routledge, 1999/2018, S. 43, 50, 58 und 66. books.google.at
12. ↑  Il trionfo di Camilla, regina di Volsci (Giovanni Bononcini) im Corago-Informationssystem der Universität Bologna.
13. ↑  UA = Uraufführung
14. ↑  Il duello d’amore e di vendetta (Marc’Antonio Ziani) im Corago-Informationssystem der Universität Bologna.
15. ↑  La pace generosa (Marc’Antonio Ziani) im Corago-Informationssystem der Universität Bologna.
16. ↑  Le gare dell’amore eroico, o sia Il Muzio Scevola (Giovanni Bononcini) im Corago-Informationssystem der Universität Bologna.
17. ↑  Gli equivoci del sembiante (Antonio Caldara) im Corago-Informationssystem der Universität Bologna.
18. ↑  L' inimico generoso (Antonio Caldara) im Corago-Informationssystem der Universität Bologna.
19. 1 2  Janet K. Paige: Sirens on the Danube: Giulia Masotti and Women Singers at the Imperial Court. In: Journal of Seventeenth-Century Music, 2011, Volume 17, No. 1, 2015, Abschnitt 6.5; sscm-jscm.org
20. ↑  Merope (Francesco Gasparini) im Corago-Informationssystem der Universität Bologna.
21. ↑  Sie war vermutlich anfang 40.
22. ↑  schauspielerische Fähigkeiten, Schauspielkunst
23. ↑  Italienisches Original: Ho sentito la Landini che veramente non è molto giovine, ma non si può dir tanto vecchia, mentre è benissimo fatta et assai avvenente. Canta senza comparatione (a mio debole giudizio) con più virtù della Santa e con gusto ancora più raffinato. La voce è migliore perchè non fatica nel cantare; circa l'attione poi la fama ne discorre per tutto che sia particolare e forse unica, quand'habbia una parte a suo modo, come si dichiara che sia questa, della quale è sodisfattissima. Spero per tanto che risarcisca pienamente le mancanze della Santa.
24. ↑  Marco Bizzarini: Benedetto Marcello. L’Epos, Palermo 2006, S. 45
25. ↑  Janet K. Paige: Sirens on the Danube: Giulia Masotti and Women Singers at the Imperial Court. In: Journal of Seventeenth-Century Music, 2011, Volume 17, No. 1, 2015, Abschnitt 6.3 und 7.1, sscm-jscm.org
26. ↑  Hermine Weigel Williams: The years 1713–1722 (3. Kapitel). In: Francesco Bartolomeo Conti: His Life and Music. Routledge, 1999/2018, Fußnote 33. books.google.at

| Personendaten    | Personendaten |
| ---------------- | --- |
| NAME             | Landini, Maria |
| ALTERNATIVNAMEN  | Mariuccia; La Landina; Landini di Chateauneuf, Maria; Landini di Castelnuovo, Maria; Landini-Conti, Maria; Landini-Contini, Maria; La Conti; La Contini; die Continin |
| KURZBESCHREIBUNG | italienische Opernsängerin |
| GEBURTSDATUM     | unsicher: um 1668 |
| STERBEDATUM      | 22. Juni 1722 |